# آلفرد ژیندرات
آلفرد ژیندرات (انگلیسی: Alfred Gindrat; ۲۹ اکتبر ۱۸۸۳ – ۲۶ ژانویهٔ ۱۹۵۱) بازیکن فوتبال اهل فرانسه بود.
از باشگاه‌هایی که در آن بازی کرده‌است می‌توان به باشگاه فوتبال ستاره سرخ اشاره کرد.
وی همچنین در تیم ملی فوتبال فرانسه بازی کرده‌است.